# 268
Năm 268 là một năm nhuận bắt đầu vào thứ tư trong lịch Julius. 